# Koornmarkt (Almelo)
De Koornmarkt is een plein in het centrum van de Nederlandse stad Almelo. Het plein is gelegen in het midden van de Grotestraat.
Tot in de 19e eeuw werd de Koornmarkt gebruikt als marktplaats voor boeren en ambachtslieden. Er stonden twee watermolens die midden 19e eeuw zijn afgebroken.
Vanaf de Koornmarkt is er zicht op het Oude Raadhuis aan de Grotestraat.